# Koszmosz–880
A Koszmosz–880 (oroszul: Космос–880) szovjet DSZ–P1–M típusú célműhold.

## Küldetés
Kijelölt pályán mozogva imitálta egy ballisztikus rakéta támadását, ezzel segítve a rádiólokátoros felderítést. Biztosította a légvédelem szerves egységeinek (irányítás, riasztás, imitált elfogás, gyakorló megsemmisítés) összehangolt működését.

## Jellemzői
Az ISZ típusú elfogó vadászműholdak teszteléséhez a dnyipropetrovszki OKB–586 (Juzsnoje) tervezőirodában kifejlesztett űregység. Üzemeltetője a moszkvai Honvédelmi Minisztérium (oroszul: Министерство обороны – MO).
Megnevezései: COSPAR: 1976-120A; SATCAT kódja: 9601.
1976. december 9-én a Pleszeck űrrepülőtérről, az LC–132/2 indítóállásából egy Koszmosz–3M (11K65M 53719-153) típusú hordozórakétával juttatták (LEO = Low-Earth Orbit) alacsony Föld körüli pályára. Az orbitális egység pályája 96,44 perces, 65,85 fokos hajlásszögű, elliptikus pálya-perigeuma 560 kilométer, apogeuma 617 kilométer volt.
A második generációs ASAT űregységek tesztműholdja. Teljes vizsgálati tesztsorozat végrehajtása az 1978-as ABM szerződés aláírásáig. Könnyű célobjektum, kisebb hordozórakéta, gazdaságosabb üzemeltetés, manőverező képesség. Formája hengeres, hasznos tömege 650 kilogramm.
1976. december 27-én indított Koszmosz–886-os védővadász műhold 1 kilométeres megsemmisítő közelségében, a 300 kilogrammos repeszbombáját felrobbantva (önmegsemmisítés) megsemmisítette.